# Чувашка държавна селскостопанска академия
Чувашка държавна селскостопанска академия (на руски: Чувашская государственная сельскохозяйственная академия) е висше училище в гр. Чебоксари, столицата на Република Чувашия, Руската федерация.
Разположена е в централната част на града. Основана е на 1 септември 1931 година. Ректор на академията е Людмила Линник.

## Факултети
Структурата на Академията включва 5 факултета:
- Факултет по агрономия
- Факултет по биотехнология
- Факултет по ветеринарна медицина
- Факултет по инженерство
- Факултет по икономика

## Випускници
- Михаил Игнатиев – руски политик, 2-ри президент на Чувашия

- Сайт академии Архив на оригинала от 2016-06-15 в Wayback Machine.
- Ял хуҫалӑх академийӗнче – министрпа экс-министр